# 平野妹
平野 妹（ひらの まい、1985年10月17日 - ）は、日本の女性声優。大阪府出身、福岡県育ち。CROSS CALL所属。

## 略歴
声優を目指すきっかけは色々あるが、『美少女戦士セーラームーン』と『幽☆遊☆白書』を見てから職業としての声優を知ったという。
以前はオフィスもり、ミディアルタ、アミュレート、スーパーシャークエンターテイメント、ユニコンスターに所属していた。2021年1月よりCROSS CALLに所属。
2021年12月にステージ2の若年性乳がんが発覚し、抗がん剤治療を行っている。

## 人物
方言は福岡弁。
特技は喉の筋肉を開けたり閉めたり出来ること、お出汁作り。趣味は歌うこと、ロードバイク、散歩、ボードゲーム。
資格はエクセル3級。

## 出演
太字はメインキャラクター。

### テレビアニメ
2009年
- 銀魂（少年A）
- 獣の奏者エリン（シロン）
- はっけん たいけん だいすき! しまじろう（2009年 - 2012年、少女A、オメデトウ星人、きっこ 他） - 3シリーズ

2010年
- けいおん!!（クラスメイト〈鈴木慶子 → 佐野圭子〉）

2011年
- STEINS;GATE（男の子）
- ズーブルズ!（チェビー）※のりのり♪のりスタ内での放送版

2012年
- ズーブルズ!（チェビー）※単独放送版

2015年
- 小森さんは断れない!

2016年
- 大家さんは思春期!（店員）
- 鬼斬（店員、ゴッスマP）

### 劇場アニメ
- 映画けいおん!（2011年、クラスメイト〈佐野圭子〉）

### OVA
- ひよ恋（2010年、ハルコ[5][13]）※夏ドキッ★りぼんっ子パーティー55上映作品

### ゲーム
- 快盗天使ツインエンジェル〜時とセカイの迷宮〜（2011年）

### 吹き替え
- ティンカー・ベルと月の石（フレンチ・フェアリー[5]）
- ハリー・ポッターと謎のプリンス（女学生など[5]）

### ナレーション
- 釣りビジョン 番宣ナレーション
- 吉田尚記がアニメで企んでる（ラミィ）
- テキサスグループ ラジオ・Web CM（イメージキャラ・テキサスタイガー）

### その他コンテンツ
- パチスロ シンデレラブレイド2（2014年、モコモコ[14]）